# 商漫高速公路
商州至漫川关高速公路，简称商漫高速，是中国国家高速公路网福银高速公路（G70）在陕西境内的重要组成路段，起于商洛市商州区麻池河乡，与蓝商高速公路相接，经山阳县，止于陕鄂交界处的闫家店村，与湖北省十堰至漫川关高速公路相连，全长94.5公里，双向4车道，设计车速80公里/小时。2006年7月开工，2009年10月16日建成通车。

## 工程规模

### 鹘岭隧道
全线最大控制性工程，由中铁十八局二公司和甘肃路桥建设集团共同承建。双线全长10610米，其中左线全长5335米，右线全长5275米，穿越鹘岭的两大地质活动断裂带，于2006年10月9日开工，2008年1月21日左线贯通，6月2日右线贯通。

## 限速情况
根据陕西省交通运输厅、陕西省公安厅于2016年9月14日发布的限速公告，商漫高速公路：
- 陕鄂界至西安方向：陕鄂界至天竺山立交（K1474～K1495）段所有车辆限速值均为80公里/小时；天竺山立交至山阳服务区（K1495～K1538）段小客车限速值100公里/小时，其他机动车限速值80公里/小时；山阳服务区至麻池河立交（K1538～K1569）段所有车辆限速值均为80公里/小时。
- 西安至陕鄂界方向：麻池河立交至下桃园二号隧道（断链桩号K1569～K1559）段所有车辆限速值均为80公里/小时；下桃园二号隧道至高坝立交（K1559～K1510）段小客车限速值100公里/小时，其他机动车限速值80公里/小时；高坝立交至天竺山立交（K1510～K1495）段所有车辆限速值均为80公里/小时；天竺山立交至陕鄂界（K1495～K1474）段小客车限速值100公里/小时，其他机动车限速值80公里/小时[3]。

## 沿线设施列表

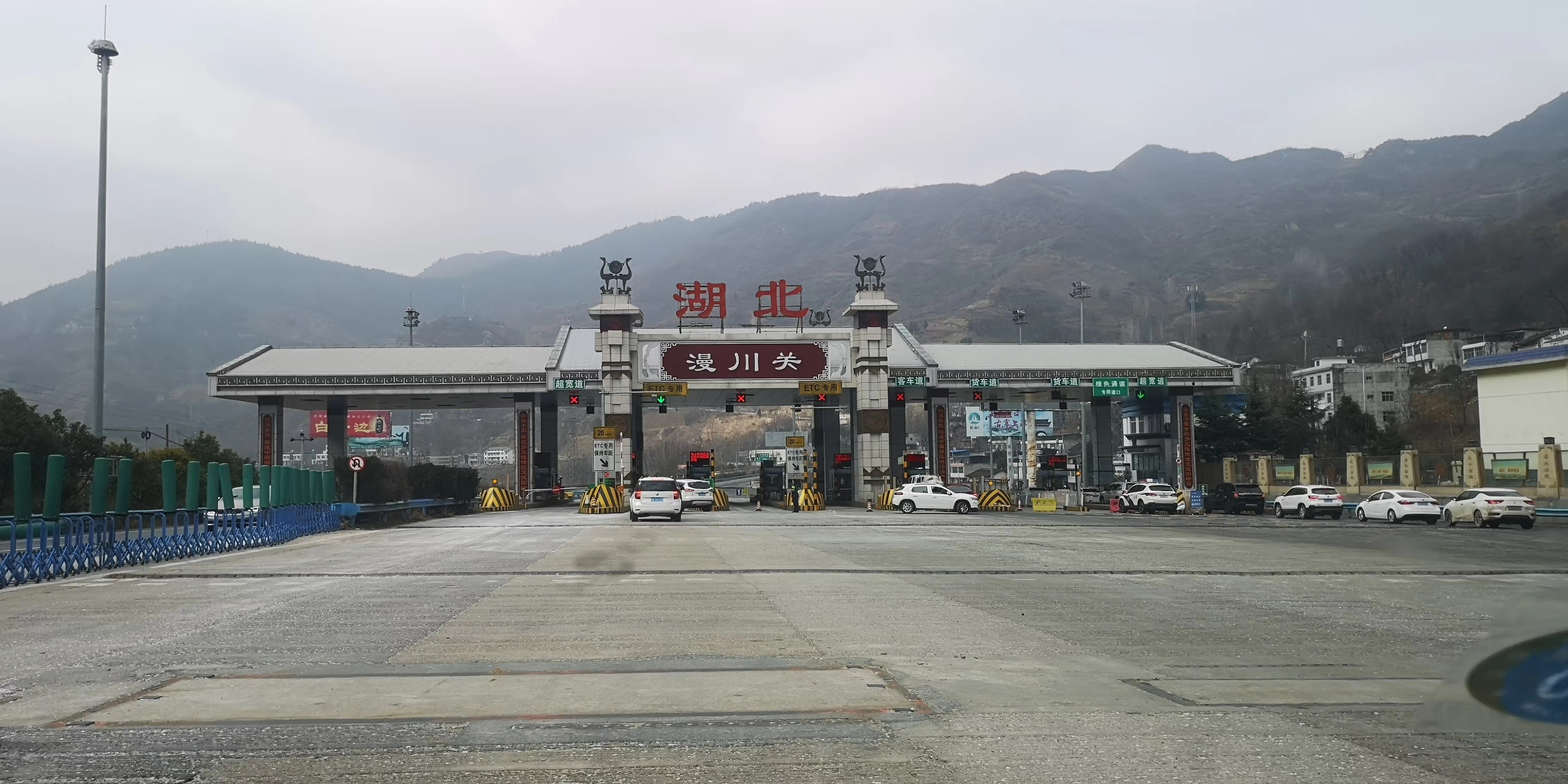
漫川关省界收费站

| 地区                                                                                         | 里程 | 类型                              | 名称           | 连接                | 说明                  |
| -------------------------------------------------------------------------------------------- | ---- | --------------------------------- | -------------- | ------------------- | --------------------- |
| 鄂陕界                                                                                       | 1474 | 隧道                              | 云岭隧道       | 十漫高速            |                       |
| 商洛市 山阳县                                                                                |      | 隧道                              | 漫川关隧道     | 漫川关隧道          |                       |
| 商洛市 山阳县                                                                                | 1478 | 出入口                            | 漫川关         | 212县道             |                       |
| 商洛市 山阳县                                                                                |      | 隧道                              | 宝石梁隧道     | 宝石梁隧道          |                       |
| 商洛市 山阳县                                                                                |      | 隧道                              | 龙王庙隧道     | 龙王庙隧道          |                       |
| 商洛市 山阳县                                                                                | 1485 | 停车场 · 加油设施 · 修车站 · 餐厅 | 天竺山服务区   | 天竺山服务区        |                       |
| 商洛市 山阳县                                                                                |      | 隧道                              | 法官隧道       | 法官隧道            |                       |
| 商洛市 山阳县                                                                                |      | 隧道                              | 碥头溪隧道     | 碥头溪隧道          |                       |
| 商洛市 山阳县                                                                                |      | 隧道                              | 瓦房沟隧道     | 瓦房沟隧道          |                       |
| 商洛市 山阳县                                                                                | 1495 | 出入口                            | 天竺山         | 212县道             |                       |
| 商洛市 山阳县                                                                                |      | 隧道                              | 僧道关隧道     | 僧道关隧道          |                       |
| 商洛市 山阳县                                                                                |      | 隧道                              | 象鼻子隧道     | 象鼻子隧道          |                       |
| 商洛市 山阳县                                                                                |      | 隧道                              | 鹘岭隧道       | 鹘岭隧道            |                       |
| 商洛市 山阳县                                                                                |      | 枢纽                              | 高坝南枢纽     | 丹山高速            | 与 丹宁高速共线段起点 |
| 商洛市 山阳县                                                                                |      | 隧道                              | 高坝隧道       | 高坝隧道            |                       |
| 商洛市 山阳县                                                                                | 1510 | 出入口                            | 高坝           | 345国道             |                       |
| 商洛市 山阳县                                                                                |      | 停车场 · 飲料小吃                 | 过风楼停车区   | 过风楼停车区        |                       |
| 商洛市 山阳县                                                                                |      | 隧道                              | 大老虎沟隧道   | 大老虎沟隧道        |                       |
| 商洛市 山阳县                                                                                |      | 隧道                              | 老虎沟隧道     | 老虎沟隧道          |                       |
| 商洛市 山阳县                                                                                |      | 隧道                              | 卜吉沟隧道     | 卜吉沟隧道          |                       |
| 商洛市 山阳县                                                                                |      | 隧道                              | 田家沟隧道     | 田家沟隧道          |                       |
| 商洛市 山阳县                                                                                | 1527 | 枢纽                              | 山阳北枢纽     | 水阳高速            | 与 丹宁高速共线段终点 |
| 商洛市 山阳县                                                                                |      | 隧道                              | 小西沟隧道     | 小西沟隧道          |                       |
| 商洛市 山阳县                                                                                |      | 隧道                              | 小泉沟隧道     | 小泉沟隧道          |                       |
| 商洛市 山阳县                                                                                |      | 隧道                              | 丹山沟二号隧道 | 丹山沟二号隧道      |                       |
| 商洛市 山阳县                                                                                |      | 隧道                              | 丹山沟一号隧道 | 丹山沟一号隧道      |                       |
| 商洛市 山阳县                                                                                |      | 隧道                              | 近水沟隧道     | 近水沟隧道          |                       |
| 商洛市 山阳县                                                                                |      | 隧道                              | 寨子凹隧道     | 寨子凹隧道          |                       |
| 商洛市 山阳县                                                                                | 1538 | 停车场 · 加油设施 · 修车站 · 餐厅 | 山阳服务区     | 山阳服务区          |                       |
| 商洛市 商州区                                                                                |      | 隧道                              | 陈家村隧道     | 陈家村隧道          |                       |
| 商洛市 商州区                                                                                |      | 隧道                              | 刘家河隧道     | 刘家河隧道          |                       |
| 商洛市 商州区                                                                                |      | 隧道                              | 庙岭子沟隧道   | 庙岭子沟隧道        |                       |
| 商洛市 商州区                                                                                |      | 隧道                              | 南沟隧道       | 南沟隧道            |                       |
| 商洛市 商州区                                                                                | 1549 | 出入口                            | 闫村           | 242国道             |                       |
| 商洛市 商州区                                                                                |      | 隧道                              | 赵沟隧道       | 赵沟隧道            |                       |
| 商洛市 商州区                                                                                |      | 隧道                              | 李家沟隧道     | 李家沟隧道          |                       |
| 商洛市 商州区                                                                                |      | 隧道                              | 花园村隧道     | 花园村隧道          |                       |
| 商洛市 商州区                                                                                |      | 隧道                              | 赵家湾隧道     | 赵家湾隧道          |                       |
| 商洛市 商州区                                                                                |      | 隧道                              | 殿岭隧道       | 殿岭隧道            |                       |
| 商洛市 商州区                                                                                |      | 隧道                              | 下桃源隧道     | 下桃源隧道          |                       |
| 商洛市 商州区                                                                                |      | 隧道                              | 豹子沟隧道     | 豹子沟隧道          |                       |
| 商洛市 商州区                                                                                |      | 隧道                              | 老虎岭沟隧道   | 老虎岭沟隧道        |                       |
| 商洛市 商州区                                                                                | 1569 | 枢纽                              | 麻池河枢纽     | 蓝商高速 商州联络线 |                       |
| 1.000 英里 = 1.609 千米；1.000 千米 = 0.621 英里 并行路段 • 已关闭／取消 • 限制进入 • 未开放 |      |                                   |                |                     |                       |